# Pierre-Alexandre Aveline

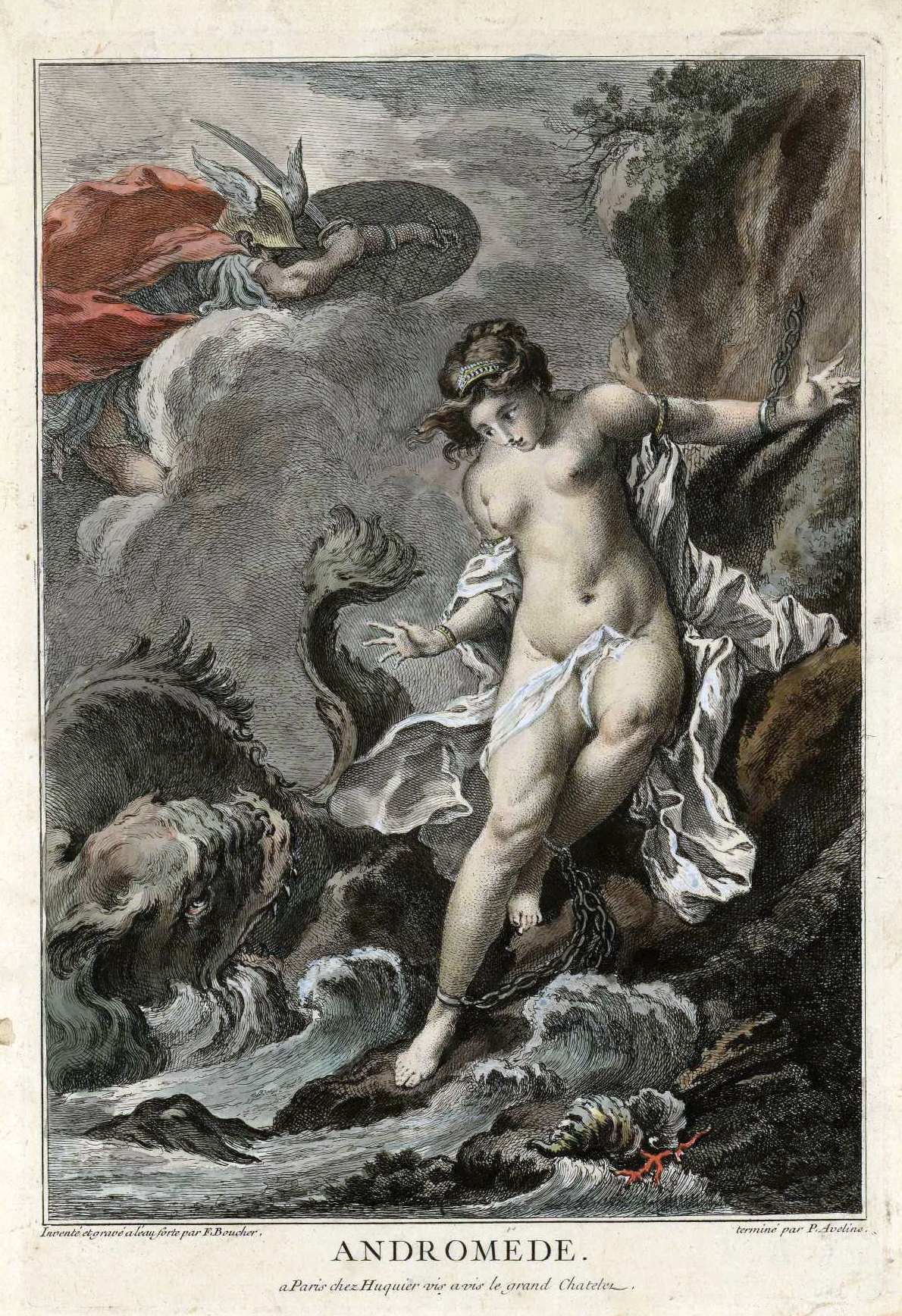
Andrómeda, 1734, aguafuerte y buril coloreado a mano, iniciado por François Boucher y completado por Pierre-Alexandre Aveline. Biblioteca Nacional de España.

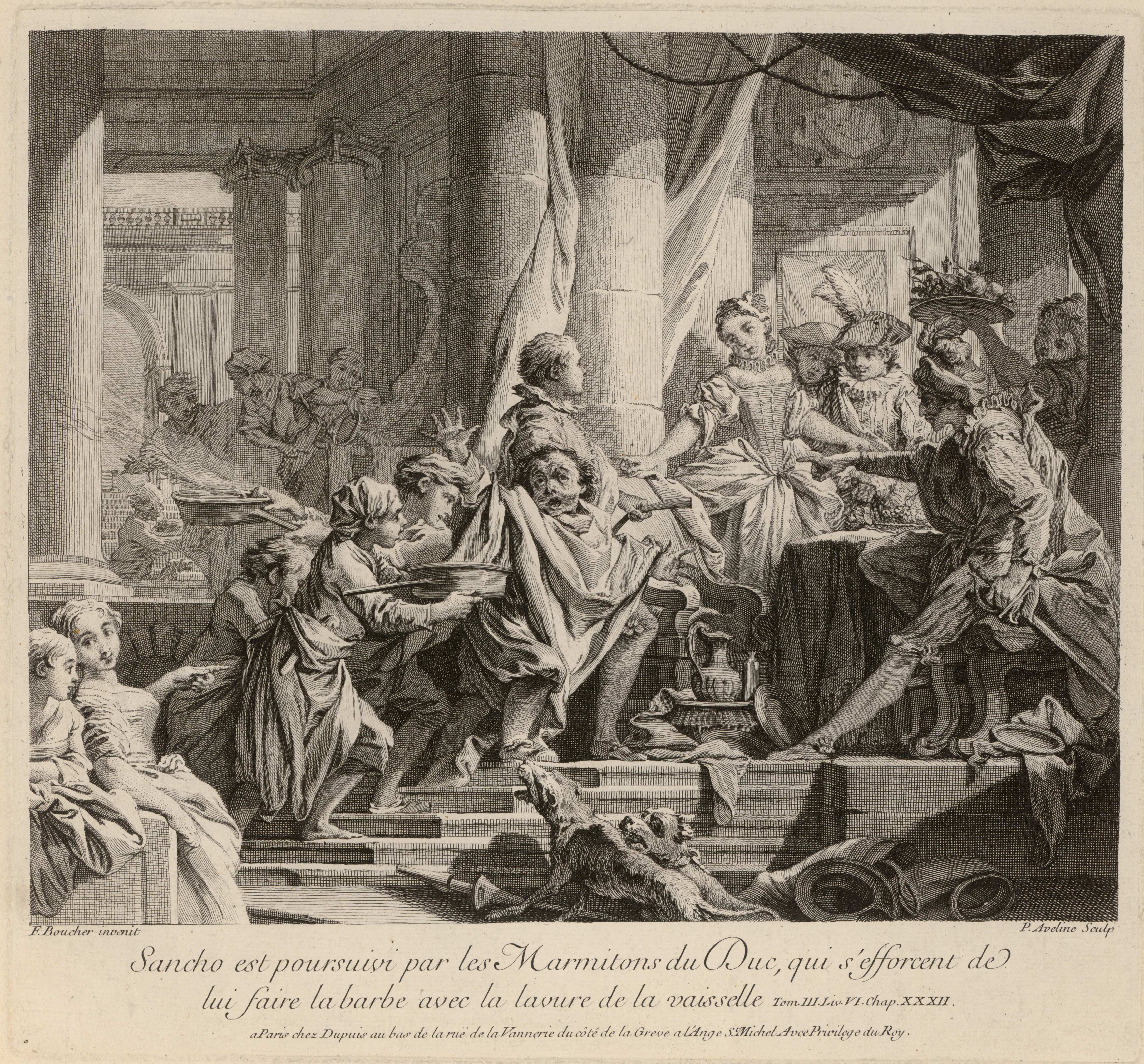
Pierre-Alexandre Aveline según François Boucher, Sancho no se deja lavar en casa de los duques, aguafuerte y buril. Biblioteca Nacional de España.

Pierre-Alexandre Aveline (París, c. 1702-1760) fue un grabador a buril e ilustrador francés.

## Biografía
Miembro de una familia de grabadores, hijo del pintor y cirujano Pierre Aveline, nieto de Pierre Aveline llamado el Viejo, grabador y editor, y sobrino del también grabador Antoine Aveline, fue discípulo de Jean Baptiste de Poilly. En 1737 fue aprobado su ingreso en la Académie royale de peinture et de sculpture como agregado pero al no presentar los retratos requeridos para su recepción en 1742 decayó el nombramiento y nunca fue recibido como académico.
Especializado en el grabado de reproducción y colaborador de François Boucher, es particularmente estimado por su interpretación de La enseña o La muestra de Gersaint de Antoine Watteau. El catálogo de su obra se ha fijado en 123 grabados, entre los que se encuentran numerosas reproducciones de las obras de Watteau y de Boucher, pero también de Jean-Baptiste-Simeon Chardin (El castillo de naipes), Charles-Joseph Natoire (Primavera e Invierno, de la serie de la cuatro estaciones abierta al aguafuerte por el propio Natoire), y Charles Le Brun, en este caso para la serie de reproducciones de los cuadros de la Galería de Versalles por dibujos de Jean-Baptiste Massé. Para el repertorio de estampas de los cuadros del rey de Francia y otras importantes colecciones (Recueil d'estampes d'après les plus beaux tableaux et d'après les plus beaux dessins, qui sont en France dans le cabinet du Roy, dans celuy de Mgr le Duc d'Orléans, & dans d'autres cabinets, divisé suivant les différentes écoles, avec un abrégé de la vie des peintres et une description historique de chaque tableau, 1729), reprodujo obras de Andrea Schiavone (Júpiter e Io) y Giorgione (Moisés presentado a la hija del faraón). Ilustró también con sus grabados las Fábulas de Jean de la Fontaine, según dibujos de Jean-Baptiste Oudry, y libros como la Jerusalén liberada de Torquato Tasso (París, 1744) o la Histoire de Tom Jones, ou L'enfant trouvé, traducción al francés de la novela de Henry Fielding (París, 1751). 
Colaboró, además, en la serie de grabados dedicada a las aventuras del Quijote editada en París por Surugue en 1723-1724 (Les Principales Aventures de l'Admirable Don Quichotte, représentées en figure par Coypel, Picart le Romain et autres habiles maîtres), y en su continuación, para la que proporcionó según diseño de Boucher la estampa de Sancho en casa de la duquesa huyendo de las doncellas que quieren lavarlo (Sancho est poursuivi par les Marmitons du Duc, qui s'efforcent de lui faire la barbe avec la lavure de la vaisselle. Tom. III. Liv. VI. Chap. XXXII.), estampa puesta en venta según anunciaba el Mercure en abril de 1737.